# Antônio Marcelino
Antônio Marcelino (em latim: Antonius Marcellinus) foi um oficial romano do século IV, ativo no reinado dos imperadores Constantino (r. 306–337), Licínio (r. 308–324), Constante I (r. 337–350) e Constâncio II (r. 337–361).

## Vida

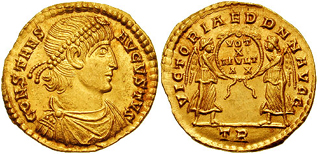
Soldo de r.

Marcelino era avô de Melânia, a Velha e era patrono de Bula Régia. Segundo uma inscrição, que afirma que veio de família ilustre, foi presidente da Gália Lugdunense Prima em 313, homem claríssimo e procônsul da África (337/338). Entre 340 e 341, foi prefeito pretoriano da Itália, Ilíria e África com Domício Leôncio (prefeito pretoriano do Oriente) e Fábio Ticiano (prefeito pretoriano da Gália) como colegas seniores. Em 341, foi cônsul anterior com Petrônio Probino.